# Tritaxys scutellata
Tritaxys scutellata är en tvåvingeart som först beskrevs av Macquart 1846.  Tritaxys scutellata ingår i släktet Tritaxys och familjen parasitflugor. Inga underarter finns listade i Catalogue of Life.